# Damousies
Damousies ist eine französische Gemeinde im Département Nord in der Region Hauts-de-France. Sie gehört zum Arrondissement Avesnes-sur-Helpe, zum Kanton Fourmies und zum Gemeindeverband Cœur de l’Avesnois. Die Bewohner nennen sich Damouséens oder Damouséennes.

## Geografie
Die Gemeinde Damousies liegt an der oberen Solre im Regionalen Naturpark Avesnois, sieben Kilometer südöstlich von Maubeuge und sieben Kilometer westlich der Grenze zu Belgien. Sie grenzt im Nordosten an Ferrière-la-Petite, im Osten an Obrechies, im Südosten an Dimechaux, im Süden an Wattignies-la-Victoire, im Westen an Beaufort und im Nordwesten an Ferrière-la-Grande.

## Bevölkerungsentwicklung
| Jahr                       | 1962 | 1968 | 1975 | 1982 | 1990 | 1999 | 2008 | 2013 | 2020 |
| Einwohner                  | 302  | 268  | 263  | 253  | 252  | 236  | 222  | 227  | 207  |
| Quellen: Cassini und INSEE |      |      |      |      |      |      |      |      |      |

## Sehenswürdigkeiten
- Kirche Saint-Géry, erbaut im 17. Jahrhundert, Monument historique
- Oratorien
- Gefallenendenkmal

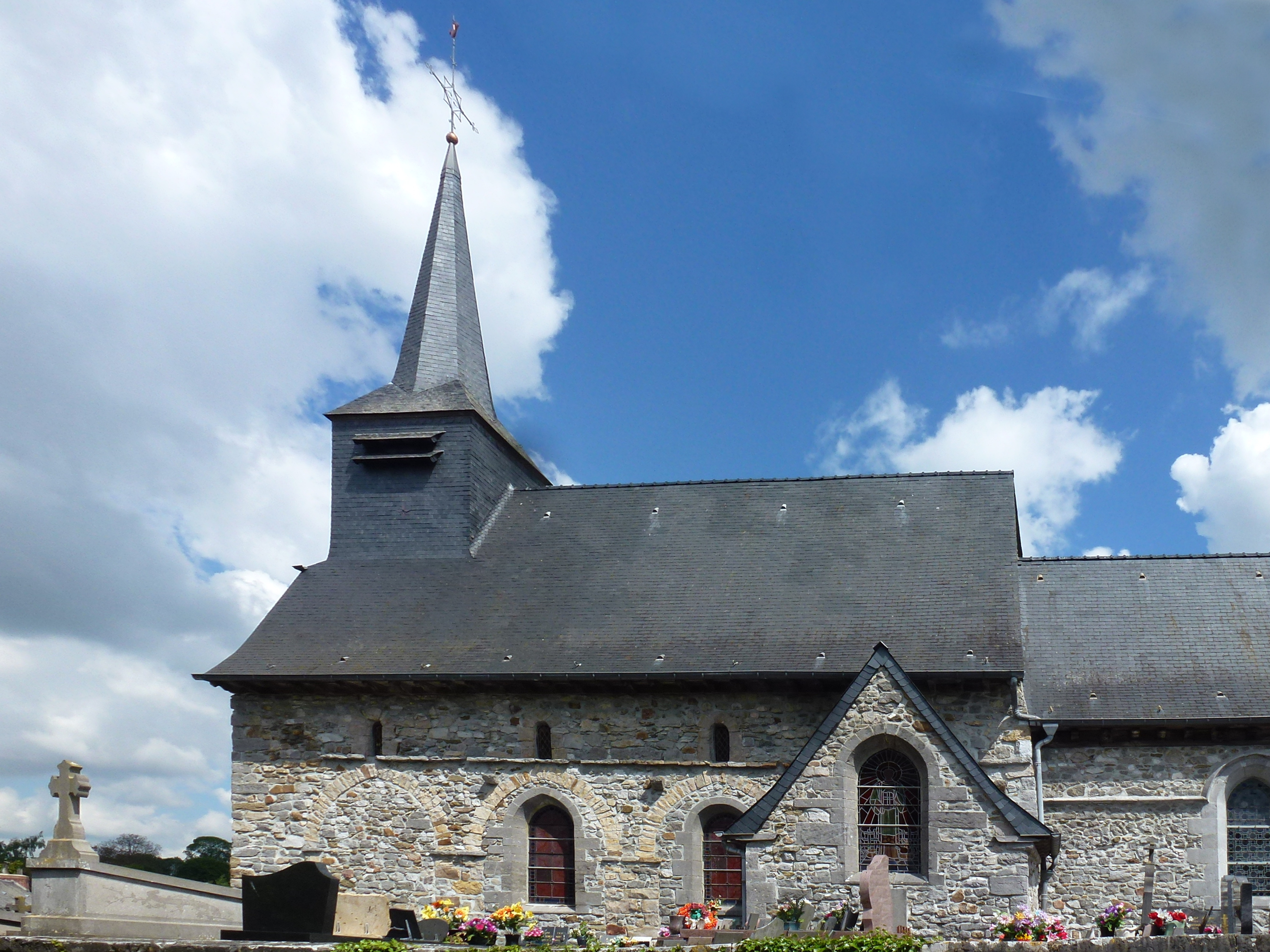
Kirche Saint-Géry
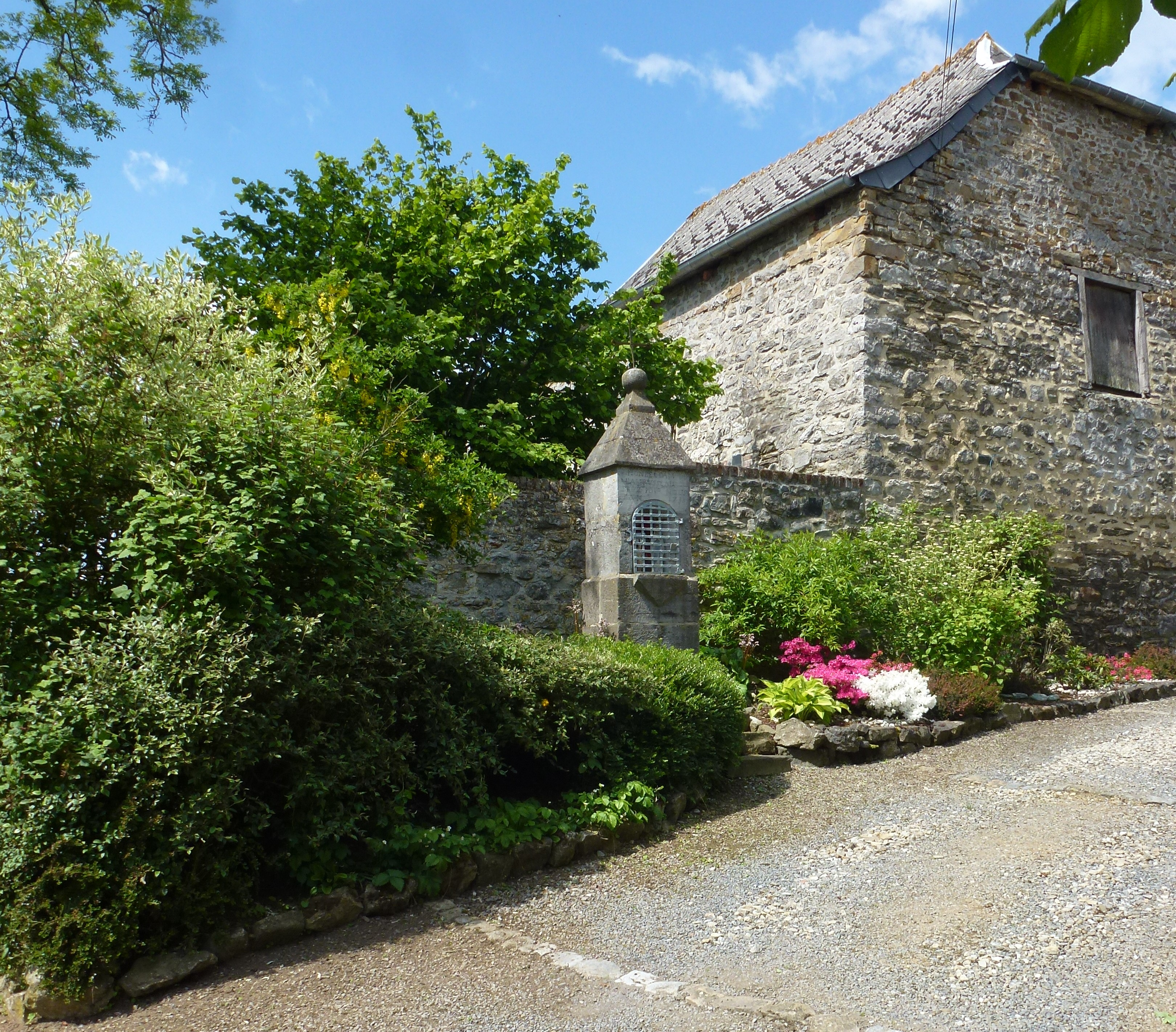
Eines der Oratorien in Camousies
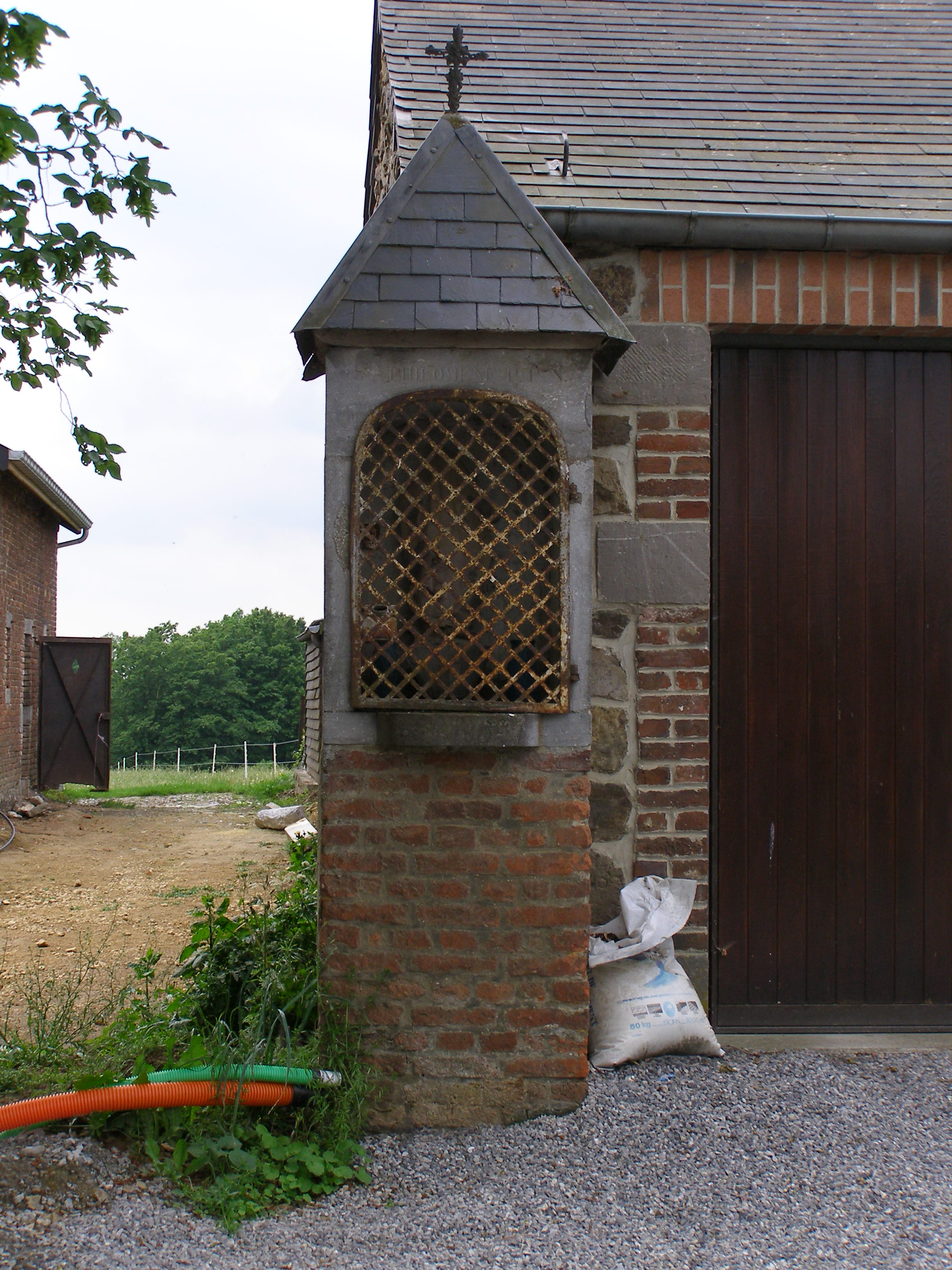
Eines der Oratorien in Camousies
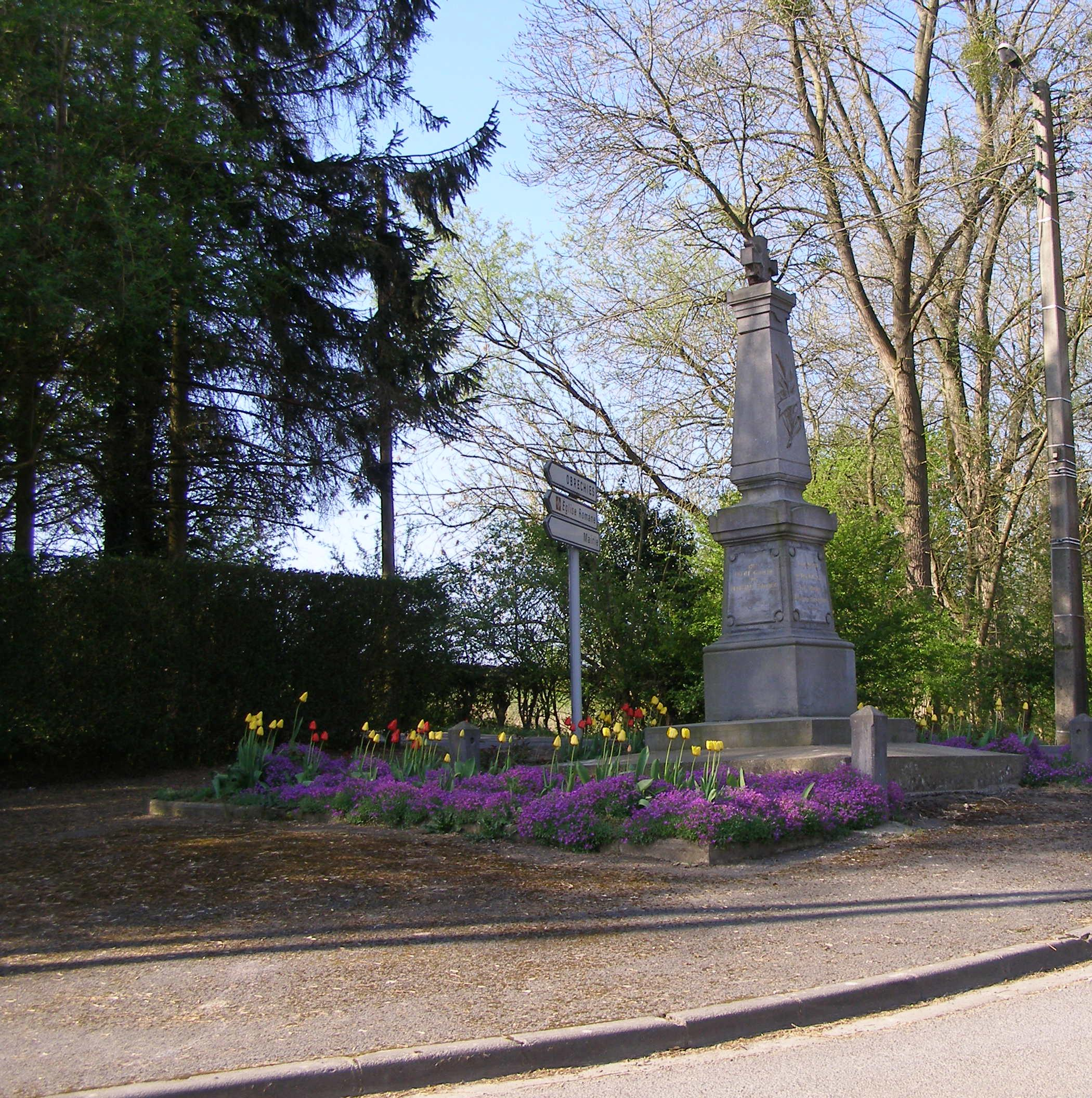
Gefallenendenkmal